# 김일범
김일범(金一範, 1974년 1월 25일 ~ )은 대한민국 외교관, 기업인이다. 현대자동차그룹의 부사장이다.

## 경력

### 주요 이력
- 1999년 제33회 외무고시 합격
- 미국 주재 대한민국 대사관 예하 서기관
- 미국 주재 대한민국 대사관 예하 행정관
- 유엔 주재 대한민국 대표부 예하 행정관
- 대한민국 대통령 비서실 행정관
- 이라크 주재 대한민국 대사관 예하 행정관
- 대한민국 대통령실 의전특보비서관 겸 통역행정관
- 대한민국 외교통상부 지역공공외교담당관
- 대한민국 외교부 지역공공외교담당관
- 대한민국 외교부 북미국 북미 제2과장
- 대한민국 외교부 북미국 북미 제2과장 직책을 끝으로 외교 공직 분야 퇴임
- SK 그룹 수펙스추구협의회 예하 글로벌성장위원회 대표협의위원
- 제20대 대통령 당선인 비서실 외신공보담당 보좌역
- 2022.05~2023.03 대통령비서실 의전비서관
- 2023.07~ 현대자동차그룹 부사장

## 가족 관계
아버지인 김세택 역시 외교관이었으며 일본 오사카 총영사를 지냈다.
2003년 4월, 연기자 박선영을 처음 만났으며 7년 간의 교제 끝에 2010년 5월 29일, 결혼했다.